# Giảm phosphate huyết
Giảm phosphate huyết hay hạ phosphate huyết là một rối loạn điện giải trong đó người bệnh có mức độ phosphate thấp trong máu. Các triệu chứng có thể bao gồm yếu cơ, khó thở và chán ăn. Các biến chứng có thể bao gồm co giật, hôn mê, tiêu cơ vân hoặc mềm xương.
Nguyên nhân của bệnh này bao gồm nghiện rượu, ăn nhiều ở những người bị suy dinh dưỡng, nhiễm toan ceton do đái tháo đường, bỏng, thở gấp và một số loại thuốc. Nó cũng có thể xảy ra trong bối cảnh cường cận giáp, suy giáp và hội chứng Cushing. Nó được chẩn đoán dựa trên nồng độ phosphate trong máu dưới 0,81 mmol / L (2,5 mg/dL). Khi mức dưới 0,32 mmol/L (1,0 mg/dL), nó được coi là nghiêm trọng.
Điều trị phụ thuộc vào nguyên nhân cơ bản. Phosphate có thể được dùng bằng đường uống hoặc tiêm vào tĩnh mạch. Chứng hạ phosphate huyết xảy ra ở khoảng 2% số người trong bệnh viện và 70% số người trong khoa chăm sóc đặc biệt (ICU).

## Dấu hiệu và triệu chứng
- Rối loạn chức năng cơ và yếu cơ - Điều này xảy ra ở các cơ chính, nhưng cũng có thể biểu hiện như: nhìn kém, cung lượng tim thấp, chứng khó nuốt và suy hô hấp do yếu cơ hô hấp.
- Thay đổi trạng thái tâm thần - Điều này có thể bao gồm từ khó chịu đến nhầm lẫn thô, mê sảng và hôn mê.
- Rối loạn chức năng bạch cầu, gây nhiễm trùng nặng hơn.
- Sự mất ổn định của màng tế bào do nồng độ adenosine triphosphate (ATP) thấp - Điều này có thể gây ra tiêu cơ vân khi tăng nồng độ creatine phosphokinase trong huyết thanh, và thiếu máu tán huyết.
- Tăng ái lực với oxy trong máu do giảm sản xuất axit 2,3-bisphosphoglyceric.
- Buồng tủy lớn trong răng.[cần dẫn nguồn]

## Chẩn đoán
Chứng hạ phosphate huyết được chẩn đoán bằng cách đo nồng độ phosphate trong máu. Nồng độ phosphate dưới 0,81 mmol/L (2,5 mg/dL) được coi là chẩn đoán giảm phosphat huyết, mặc dù các xét nghiệm bổ sung có thể cần thiết để xác định nguyên nhân cơ bản của rối loạn.

## Điều trị
Các chế phẩm kali phosphate tiêu chuẩn tiêm tĩnh mạch có sẵn và được sử dụng thường xuyên ở những người suy dinh dưỡng và người nghiện rượu. Bổ sung bằng uống qua miệng cũng hữu ích khi không có điều trị tiêm tĩnh mạch. Trong lịch sử, một trong những minh chứng đầu tiên về điều này là ở những người trong trại tập trung đã chết ngay sau khi được cho ăn lại: người ta thấy rằng những người được cho uống sữa (có hàm lượng phosphat cao) có tỷ lệ sống cao hơn những người không được uống sữa. 